# Liste der Kulturgüter in Grüningen ZH
Die Liste der Kulturgüter in Grüningen enthält alle Objekte in der Gemeinde Grüningen im Kanton Zürich, die gemäss der Haager Konvention zum Schutz von Kulturgut bei bewaffneten Konflikten, dem Bundesgesetz vom 20. Juni 2014 über den Schutz der Kulturgüter bei bewaffneten Konflikten sowie der Verordnung vom 29. Oktober 2014 über den Schutz der Kulturgüter bei bewaffneten Konflikten unter Schutz stehen.
Objekte der Kategorie A sind im Gemeindegebiet nicht ausgewiesen, Objekte der Kategorie B sind vollständig in der Liste enthalten, Objekte der Kategorie C fehlen zurzeit (Stand: 1. Januar 2023). Unter übrige Baudenkmäler sind weitere geschützte Objekte zu finden, die im Verzeichnis der Objekte von überkommunaler Bedeutung der kantonalen Denkmalpflege zu finden und nicht bereits in der Liste der Kulturgüter enthalten sind.

## Kulturgüter
| Foto |                                                                                         | Objekt                                         | Kat. | Typ | Standort                            | Beschreibung |
| ---- | --------------------------------------------------------------------------------------- | ---------------------------------------------- | ---- | --- | ----------------------------------- | ------------ |
| ja   | Datei hochladen · Wikidata zu Schloss Grüningen (Q2241325)                              | Schloss mit reformierter Kirche KGS-Nr.: 07477 | B    | G   | Kirchgass 5 700110 / 237921         |              |
| BW   | Datei hochladen · Wikidata zu Schlossmühle (17. und 18. Jh.) im Aabachtobel (Q29932724) | Schlossmühle im Aabachtobel KGS-Nr.: 07478     | B    | G   | Müli 1, 1.1 699991 / 237930         |              |
| ja   | Datei hochladen · Wikidata zu Stadtbrunnen (16. Jh.) (Q29932727)                        | Stadtbrunnen KGS-Nr.: 07479                    | B    | K   | bei Stedtligasse 31 700182 / 237894 |              |
| ja   | Datei hochladen · Wikidata zu Ehemaliges Gerichtshaus (Q29932643)                       | Ehemaliges Gerichtshaus KGS-Nr.: 12565         | B    | G   | Stedtligass 17 700232 / 237890      |              |
| ja   | Datei hochladen · Wikidata zu Gasthof Hirschen (Q1495500)                               | Gasthof zum Hirschen KGS-Nr.: 12566            | B    | G   | Stedtligass 16 700243 / 237908      |              |
| ja   | Datei hochladen · Wikidata zu Grabhügelgruppe (Q29932646)                               | Grabhügelgruppe KGS-Nr.: 14823                 | B    | F   | Strangenholz 701592 / 236484        |              |

## Übrige Baudenkmäler
| ID                | Foto |                 | Objekt                                                               | Kat.    | Typ | Standort                                | Beschreibung |
| ----------------- | ---- | --------------- | -------------------------------------------------------------------- | ------- | --- | --------------------------------------- | ------------ |
| 11600043          | ja   | Datei hochladen | Ehemaliges Bauernhaus                                                | C       | G   | Hinterbrugglen 1 701621 / 237097        |              |
| 11600092          | ja   | Datei hochladen | Bauernhaus mit Nebengebäude, Hausteil 2                              | C       | G   | Adletshusen 11 701154 / 236191          |              |
| 11600604          | ja   | Datei hochladen | Wohnhaus                                                             | B reg.  | G   | Itziker Dorf-Strasse 63 700805 / 237365 |              |
| 11600809          | ja   | Datei hochladen | Wohnhaus                                                             | B reg.  | G   | Tränkibachstrasse 5 700385 / 237748     |              |
| 11600828          | ja   | Datei hochladen | Stadtmann- und Gemeindehaus                                          | B reg.  | G   | Stedtligass 12 700280 / 237889          |              |
| 11600840          | ja   | Datei hochladen | Nebengebäude Hirschehüsli                                            | C       | G   | Stedtligass 14 700263 / 237906          |              |
| 11600844          | ja   | Datei hochladen | Ehemaliges Kaufhaus                                                  | C       | G   | Stedtligass 18 700234 / 237911          |              |
| 11600846          | ja   | Datei hochladen | Alte Post                                                            | C       | G   | Stedtligass 20 700228 / 237916          |              |
| 11600848          | ja   | Datei hochladen | Wohnhaus                                                             | C       | G   | Stedtligass 22 700221 / 237919          |              |
| 11600849          | ja   | Datei hochladen | Wohnhaus                                                             | C       | G   | Stedtligass 27 700200 / 237908          |              |
| 11600850          | ja   | Datei hochladen | Wohnhaus                                                             | C       | G   | Stedtligass 24 700214 / 237923          |              |
| 11600851          | ja   | Datei hochladen | Wohnhaus                                                             | C       | G   | Eiergässli 5 700206 / 237885            |              |
| 11600852          | ja   | Datei hochladen | Gasthof Zum Bären                                                    | B reg.  | G   | Stedtligass 26 700208 / 237928          |              |
| 11600854          | ja   | Datei hochladen | Wohnhaus                                                             | C       | G   | Stedtligass 28 700196 / 237933          |              |
| 11600855          | ja   | Datei hochladen | Wohnhaus                                                             | C       | G   | Eiergässli 9 700197 / 237897            |              |
| 11600857          | ja   | Datei hochladen | Wohnhaus                                                             | C       | G   | Stedtligass 29 700192 / 237892          |              |
| 11600858          | ja   | Datei hochladen | Wohnhaus                                                             | C       | G   | Kirchgass 2 700187 / 237935             |              |
| 11600860          | ja   | Datei hochladen | Wohn- und Geschäftshaus Zur Schlossdrogerie                          | C       | G   | Kirchgass 4 700184 / 237937             |              |
| 11600861          | ja   | Datei hochladen | Wohnhaus                                                             | C       | G   | Stedtligass 31 700180 / 237883          |              |
| 11600862          | ja   | Datei hochladen | Wohnhaus                                                             | C       | G   | Kirchgass 6 700173 / 237946             |              |
| 11600863          | ja   | Datei hochladen | Wohnhaus                                                             | C       | G   | Stedtligasse 33 700175 / 237877         |              |
| 11600869          | ja   | Datei hochladen | Färberhaus                                                           | C       | G   | Eiergässli 3 700222 / 237888            |              |
| 11600871          | ja   | Datei hochladen | Am Aspermont                                                         | C       | G   | Im Chratz 22 700223 / 237875            |              |
| 11600872          | ja   | Datei hochladen | Wohnhaus mit Laden                                                   | C       | G   | Kirchgass 1 700176 / 237920             |              |
| 11600878          | ja   | Datei hochladen | Stadtbrunnenhaus                                                     | C       | G   | Chugelgässli 1 700175 / 237906          |              |
| 11600880          | ja   | Datei hochladen | Wohnhaus                                                             | C       | G   | Schlossweg 2–4 700166 / 237900          |              |
| 11600882          | ja   | Datei hochladen | Ehemalige Zehnten-/Schlossscheune                                    | B kant. | G   | Schlossweg 1 700152 / 237894            |              |
| 11600883          | ja   | Datei hochladen | Wohnhaus                                                             | C       | G   | Im Chratz 10 700199 / 237844            |              |
| 11600884          | ja   | Datei hochladen | Wohnhaus                                                             | C       | G   | Stedtligass 40 700138 / 237879          |              |
| 11600886          | ja   | Datei hochladen | Altes Pfarrhaus                                                      | C       | G   | Stedtligass 38 700144 / 237873          |              |
| 11600904          | ja   | Datei hochladen | Mühle Grüningen, Museumsgebäude                                      | B reg.  | G   | Müli 1 bei 700053 / 237913              |              |
| 11600906          | ja   | Datei hochladen | Mühle Grüningen, Wohnhaus mit Gewerbe                                | B reg.  | G   | Müli 1 700036 / 237905                  |              |
| 11601080          | ja   | Datei hochladen | Bauern- und Wirtshaus, ehemals Zum alten Adler, Hausteil 2           | C       | G   | Binzikerstrasse 64 699849 / 237067      |              |
| 11601112          | ja   | Datei hochladen | Gasthof zum Adler                                                    | B kant. | G   | Binzikerstrasse 80 699720 / 237022      |              |
| 11601255          | ja   | Datei hochladen | Wohnhäuser mit Schreiner- und ehemaliger Wagnerwerkstatt, Hausteil 3 | C       | G   | Vordere Büechlen 700074 / 237117        |              |
| 116BRUNNEN00005   | ja   | Datei hochladen | Sodbrunnen                                                           | C       | K   | Chratzplatz 700195 / 237868             |              |
| 116WR-HINWIL00014 | ja   | Datei hochladen | Mühle Grüningen, Wasserkraftanlage mit Müli-Weiher                   | B reg.  | G   | Aabachtobel 700073 / 237889             |              |
| 116WR-HINWIL00226 | ja   | Datei hochladen | Mühle Grüningen, Giessen-Weiher                                      | B reg.  | G   | Aabachtobel 702183 / 236853             |              |
| 116WR-HINWIL00227 | ja   | Datei hochladen | Mühle Grüningen, Töbeli-Weiher                                       | B reg.  | G   | Aabachtobel 700659 / 237583             |              |
| 116ZUSA00841      | ja   | Datei hochladen | Ehemaliges Mangigebäude der Färberei                                 | C       | G   | Eiergässli 1 700225 / 237895            |              |

Legende: Im Wesentlichen siehe Legende der Liste der Kulturgüter von nationaler und regionaler Bedeutung, mit folgenden Ausnahmen:
- Anstelle der KGS-Nummer wird als Objekt-Identifikator (ID) die Inventarnummer im Verzeichnis der Objekte von überkommunaler Bedeutung des kantonalen Denkmalschutzamtes verwendet.
- Bei den Kategorien wird wie folgt unterschieden: B kant. = Objekt von kantonaler Bedeutung (Kanton Zürich); B reg. = Objekt von regionaler Bedeutung (Kanton Zürich).